# Refugi de la Renclusa
El Refugi de la Renclusa està situat a la vall de Benasc en ple Parc Natural de Pocets-Maladeta, a 2.140 m d'altitud. És un refugi de muntanya guardat tot l'any amb 92 places. Té aigua corrent, dutxes, lavabos, aigua calenta, servei de bar i menjador i flassades. També ofereix servei de guies, lloguer de material, telèfon i sistema de telecomunicacions per a socors.

## Història

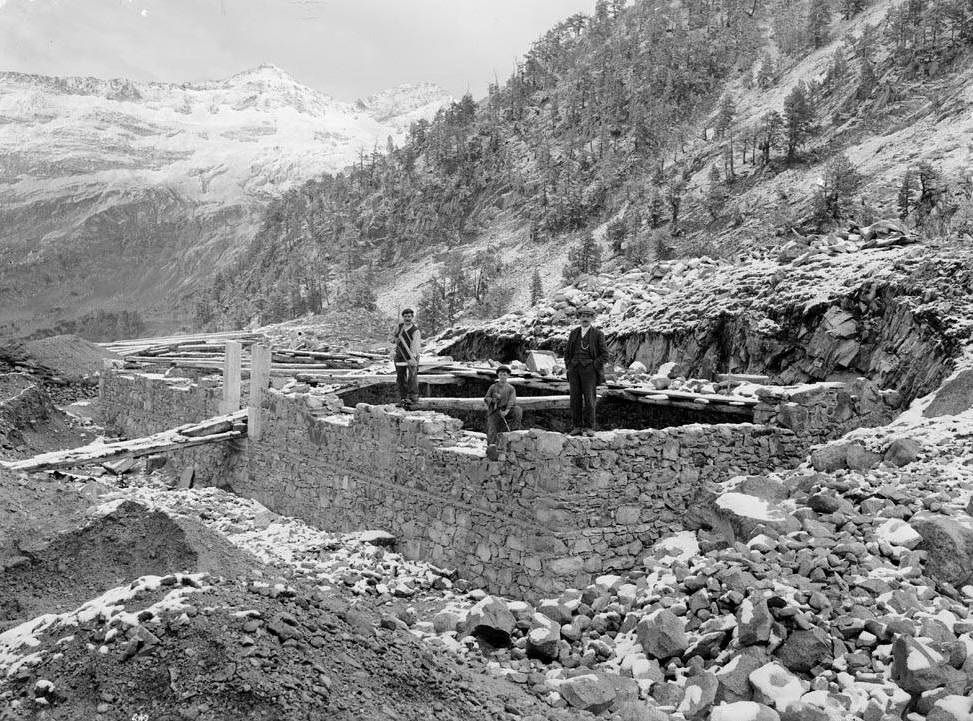
Construcció del refugi de la Renclusa (voltants de 1913)

Aquest refugi és notable per la seva ubicació al peu del massís de la Maladeta i el pic d'Aneto. És un punt de partida per a molts excursionistes. El Centre Excursionista de Catalunya ja va construir un primer refugi guardat el 1916 en aquest indret, que s'ha convertit en l'actual. Acabades les obres d'ampliació i remodelació l'any 2006, actualment el gestionen la Federación Aragonesa de Montañismo i el CEC; malgrat el canvi exterior es manté la seva tradicional activitat. Jaume Oliveras i Brossa l'esmenta com a “xalet de la Renclusa” en un dels seus llibres.

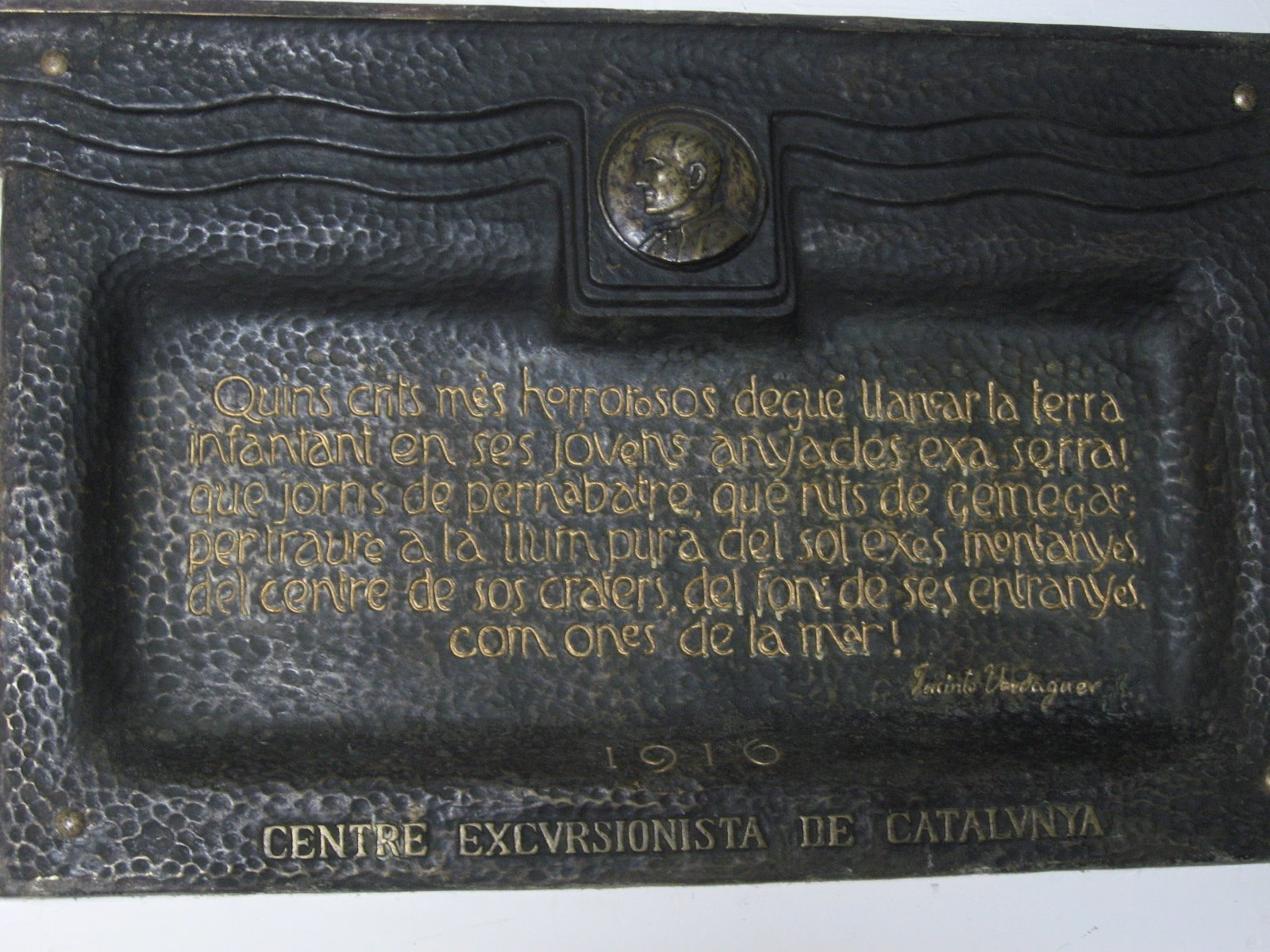
Placa del Refugi de la Renclusa, 1916

## Curiositats
Dins del refugi, hi ha una placa commemorativa de bronze feta el 1916 amb motiu de la inauguració d'aquest refugi, a iniciativa de Mn. Jaume Oliveras i en homenatge a Mn Jacint Verdaguer i Santaló, poeta que va dedicar força de la seva obra als Pirineus.

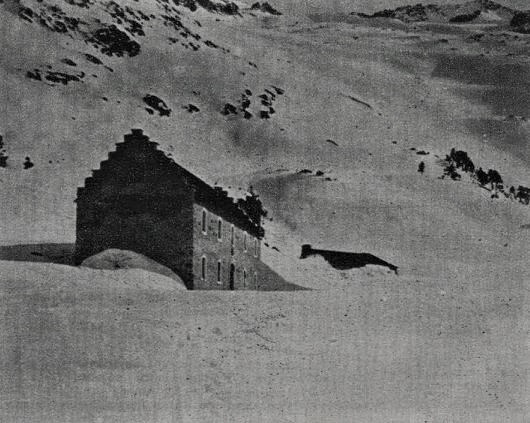
Refugi de la Renclusa al 1929